# ريفانتا
ريفانتا (بالإنجليزية: Revanta or Raivata)‏، و(بالسنسكريتية: रेवन्त)‏، هو إله هندوسي ثانوي. وفقًا للرغفيدا، فإنه يكون الابن الأصغر لإله الشمس سوريا، وزوجته سوريانا. وهو رئيس غوهياكاس، وهي كيانات طبقية شبه إلهية وشيطانية - مثل الياكشا - الذين يُعتقد أنهم يعيشون في الغابات في جبال الهيمالايا. غالبًا ما تُظهره الصور والمنحوتات على أنه صياد على حصان، مع قوس وسهم. وهو سيد الخيول الإلهي.